# Johannes van Bijlevelt
Johannes van Bijlevelt (Utrecht, 1671/1672 – Arnhem, 21 januari 1727) was een Nederlands geestelijke en apostolisch vicaris van de Hollandse Zending.

## Leven en werk
Van Bijlevelt werd in Utrecht geboren. Hij studeerde in Leuven, en was na zijn priesterwijding actief in de Hollandse Zending. Hij ondervond veel tegenwerking van de overheid, betaalde herhaaldelijk hoge boetes, zat een tijd lang gevangen en werd tweemaal uit Holland verbannen. Van Bijlevelt ijverde voor hernieuwde eenheid onder de katholieken volgens de richtlijn uit Rome. Op aanbeveling van de aartsbisschop van Mechelen werd hij in 1717 benoemd tot apostolisch vicaris. Reeds in 1718 werd hij verbannen, en daardoor werd het bestuur van de Hollandse Zending hem zo moeilijk gemaakt dat Rome ervan af zag hem tot titulair bisschop te benoemen en er zelfs toe neigde hem te schorsen. In 1723, toen Cornelius Steenoven door het Utrechtse kapittel op eigen gezag volgens Nederlands oud kerkelijk recht werd benoemd tot aartsbisschop, vond de scheuring binnen de katholieke kerk plaats die tot het ontstaan van de Oud-Katholieke Kerk leidde. In hetzelfde jaar werd de aartspriester van Holland, Johannes van der Steen, tot apostolisch vicaris benoemd, hoewel Van Bijlevelt nog in functie was. Het bewijst de alom heersende verwarring. Van der Steens benoeming werd weer ingetrokken en Van Bijlevelt bleef tot zijn dood in functie, hij kreeg echter geen opvolger. Voortaan zou de nuntius in Brussel als vice-superior de Hollandse Zending leiden, te beginnen met Giuseppe Spinelli.